# Glamorgan
Glamorgan (eller nogle gange Glamorganshire (walisisk: Morgannwg eller Sir Forgannwg) er et af 13 Wales' historiske counties og tidligere administrativt county i Wales.
Oprindeligt var området dækket af et småkongerige kaldet Glywysing i middelalderen med varierende grænser. Det blev overtaget af normannerne i slutningen af 1000-tallet som et lordship, og området kendt som Glamorgan var både et landområde, et pastoralt område og et konfliktpunkt mellem de normanniske lord og walisiske prinser.
Området er kendetegnet af en stor koncentration af borge, og blandt dem, som stadig eksisterer er Caerphilly Castle, Cardiff Castle, Ogmore Castle, St Donat's Castle, St Quintins Castle, Coity Castle, Neath Castle og Oystermouth Castle.
Glamorgan dækker 2100 km2, og befolkningstallet i 1991 var 1.288.309 personer. Glamorgan har to større byer; Cardiff, der blev county town i 1955 og hovedstaden Swansea.
Det højeste punkt i countiet er Craig y Llyn på 600 m, der ligger nær landsbyen Rhigos i Cynon Valley.